# Francisco I. Madero, Tapachula
Francisco I. Madero är en ort i Mexiko.   Den ligger i kommunen Tapachula och delstaten Chiapas, i den sydöstra delen av landet, 900 km sydost om huvudstaden Mexico City. Francisco I. Madero ligger 37 meter över havet och antalet invånare är 672.
Terrängen runt Francisco I. Madero är platt. Runt Francisco I. Madero är det tätbefolkat, med 266 invånare per kvadratkilometer. Närmaste större samhälle är Tapachula, 14,2 km öster om Francisco I. Madero. Omgivningarna runt Francisco I. Madero är en mosaik av jordbruksmark och naturlig växtlighet.